# Шер беріндж
Шер беріндж (також використовуються назви Шір берендж та Шір Біріндж) — це рисовий пудинг, ароматизований трояндовою водою, а також такими спеціями як кориця або кардамон, і часто містить мигдаль. Страва популярна і багатьох країнах, суміжних із Давньою Персією або регіону, включаючи Афганістан, Іран, Пакистан та Ліван. Можна подавати теплим або охолодженим як десерт.